# 행위자
행위자(行爲者)의 일반 사전적인 의미는 '어떤 일을 하는 사람' 인데, 불교에서는 전통적인 술어로는 《잡아함경》 등의 한역 경전에서 작자(作者)라고 하며, 한글로 번역하여 짓는 자라고도 한다. 불교에서는 흔히 "업과 업의 상속(相續), 즉 윤회는 인정하지만 업과는 별도의 업을 짓는 자, 즉 행위자, 즉 '윤회의 주체로서의, 업과 별도의, 자아(自我)'를 세우지 않는다"고 말하는데 이것은 5온(五蘊)의 연기관계와 연기법에 따른 5온의 찰나찰나의 상속(相續)외에 별도의 행위자로서의 자아(自我)를 인정하지 않는다는 것을 의미한다. 이러한 진술은 모두 《잡아합경》 제13권 제335경 〈제일의공경(第一義空經))〉에 나오는 고타마 붓다의 설법에 근거한 것으로 고타마 붓다의 이 설법에 나오는 진술은 불교의 주요 교의들인 윤회(輪廻)와 무아설(無我說)과 업설(業說)을 천명하고 또한 이들의 관계를 밝혀주는 중요한 진술로 이해되고 있다.
아래에 인용된, 《잡아합경》 제13권 제335경 〈제일의공경(第一義空經))〉에 나오는 고타마 붓다의 진술이래 불교에서는 행위 외에 별도로 행위자, 즉 별도의 자아를 세우지 않는 것이 중요한 전통이며 불교의 근본적인 입장이 되어 있다. 제일의공(第一義空, 산스크리트어: paramārtha-śūnyatā)은 모든 공(空)의 도리 중에서도 제일가는 도리라는 뜻으로, 중도실상(中道實相)의 공(空)을 말하며 곧 열반을 가리키는 말이다.
云何為第一義空經。諸比丘。眼生時無有來處。滅時無有去處。如是眼不實而生。生已盡滅。有業報而無作者。此陰滅已。異陰相續。除俗數法。耳．鼻．舌．身．意亦如是說。除俗數法。俗數法者。謂此有故彼有。此起故彼起。如無明緣行。行緣識。廣說乃至純大苦聚集起。又復。此無故彼無。此滅故彼滅。無明滅故行滅。行滅故識滅。如是廣說。乃至純大苦聚滅。比丘。是名第一義空法經。
— 《잡아합경》 제13권 제335경 〈제일의공경(第一義空經)〉. 한문본

어떤 것을 제일의공경이라고 하는가? 모든 비구들이여, 눈은 생길 때 오는 곳이 없고, 소멸할 때에도 가는 곳이 없다. 이와 같이 눈은 진실이 아니건만 생겨나고, 그렇게 생겼다가는 다시 다 소멸하고 마나니, 업보(業報)는 있지만 짓는 자[作者]는 없느니라. 이 음(陰)이 소멸하고 나면 다른 음이 이어진다. 다만 세속의 수법(數法)은 제외된다. 귀·코·혀·몸·뜻도 또한 이와 같다고 말하겠으나, 단 세속의 수법은 제외된다.

세속의 수법이란 '이것이 있기 때문에 저것이 있고, 이것이 일어나기 때문에 저것이 일어난다'는 것을 이르는 말이니, 무명을 인연하여 행이 있고, 행을 인연하여 식이 있으며, …… (이 사이의 자세히 말은 앞에서와 같다.) ……순전한 괴로움뿐인 큰 무더기가 발생하고 일어나느니라.

또 '이것이 없기 때문에 저것이 없고, 이것이 소멸하기 때문에 저것이 소멸한다'는 것이니, 즉 무명이 소멸하기 때문에 행이 소멸하고, 행이 소멸하기 때문에 식이 소멸하며 …… (이 사이의 자세히 말은 앞에서와 같다.) …… 순전한 괴로움뿐인 큰 무더기가 소멸하나니, 비구들아, 이것을 제일의공법경이라고 말하는 것이니라.
— 《잡아합경》 제13권 제335경 〈제일의공경(第一義空經)〉. 한글본

## 같이 보기
- 보특가라

## 참고 문헌
- 곽철환 (2003). 《시공 불교사전》. 시공사 / 네이버 지식백과. |title=에 외부 링크가 있음 (도움말)
- 미륵 지음, 현장 한역, 강명희 번역 (K.614, T.1579). 《유가사지론》. 한글대장경 검색시스템 - 전자불전연구소 / 동국역경원. K.570(15-465), T.1579(30-279). |title=에 외부 링크가 있음 (도움말)
- 세친 지음, 현장 한역, 권오민 번역 (K.955, T.1558). 《아비달마구사론》. 한글대장경 검색시스템 - 전자불전연구소 / 동국역경원. K.955(27-453), T.1558(29-1). |title=에 외부 링크가 있음 (도움말)
- 호법 등 지음, 현장 한역, 김묘주 번역 (K.614, T.1585). 《성유식론》. 한글대장경 검색시스템 - 전자불전연구소 / 동국역경원. K.614(17-510), T.1585(31-1). |title=에 외부 링크가 있음 (도움말)
- 세친 지음, 현장 한역, 송성수 번역 (K.618, T.1612). 《대승오온론》. 한글대장경 검색시스템 - 전자불전연구소 / 동국역경원. K.618(17-637), T.1612(31-848). |title=에 외부 링크가 있음 (도움말)
- 운허.  동국역경원 편집, 편집. 《불교 사전》. |title=에 외부 링크가 있음 (도움말)
- (영어) DDB. 《Digital Dictionary of Buddhism (電子佛教辭典)》. Edited by A. Charles Muller. |title=에 외부 링크가 있음 (도움말)
- (중국어) 미륵 조, 현장 한역 (T.1579). 《유가사지론(瑜伽師地論)》. 대정신수대장경. T30, No. 1579. CBETA. |title=에 외부 링크가 있음 (도움말)
- (중국어) 佛門網. 《佛學辭典(불학사전)》. |title=에 외부 링크가 있음 (도움말)
- (중국어) 星雲. 《佛光大辭典(불광대사전)》 3판. |title=에 외부 링크가 있음 (도움말)
- (중국어) 세친 조, 현장 한역 (T.1612). 《대승오온론(大乘五蘊論)》. 대정신수대장경. T31, No. 1612, CBETA. |title=에 외부 링크가 있음 (도움말)
- (중국어) 세친 조, 현장 한역 (T.1558). 《아비달마구사론(阿毘達磨俱舍論)》. 대정신수대장경. T29, No. 1558, CBETA. |title=에 외부 링크가 있음 (도움말)
- (중국어) 호법 등 지음, 현장 한역 (T.1585). 《성유식론(成唯識論)》. 대정신수대장경. T31, No. 1585, CBETA. |title=에 외부 링크가 있음 (도움말)